# Muolen
Muolen est une commune suisse du canton de Saint-Gall, située dans la circonscription électorale de Saint-Gall.

Photo aérienne prise à 300 m par Walter Mittelholzer (1923)